# 週刊真木よう子
『週刊真木よう子』（しゅうかんまきようこ）は、2008年4月2日から6月25日まで、テレビ東京系列で放送されていた、真木よう子主演のテレビドラマ。

## 概要
全話を通じて真木よう子が主演を務め、毎回異なった演出家・脚本家・共演者によって制作されたオムニバスドラマ。テレビ東京系の深夜ドラマだが、系列以外のネット局でも放送された。DVD化され好セールスを記録した。
ドラマの内容はラブストーリー、コメディ、ナンセンス、シリアスなど幅広い。
当初は全13話の予定だったが、全12話+特別編という構成になった。

## 各話

### 第1話「ねぎぼうず」
ある日、主婦のよう子の元に、山崎という男からよう子を探すように依頼された、と私立探偵の男がやって来る。山崎は数年前に出会い系サイトで出会い肉体関係を持ったよう子を忘れられずにおり、もう一度会いたいと言っているらしい。
- 岩崎よう子 - 真木よう子
- 松島 - 田中哲司
- 田辺 - みのすけ
- フロントマン - 松尾諭

### 第2話「スノウブラインド」
雪原の中、「白い」落し物を探すヨーコ。そこへ地元の少年が通りかかり、ヨーコに頼まれ探し物を手伝う。森を隔てた別の場所では、ヨーコに射殺された男たちの死体が転がっており、生き延びた一人の男がヨーコを追う。
- ヨーコ - 真木よう子
- タツヤ - 中村達也
- ハルユキ - 桑代貴明
- 警官 - 松浦祐也
- ヤンキー - 中島巨人
- チンピラ - 真柴幸平、中島啓介、北狼

### 第3話「おんな任侠筋子肌」
ヤクザの後藤田の情婦だったよう子は、ある夜、後藤田に裏切られ逮捕された。網走刑務所に収容されたよう子は、毎日出される筋子丼を食べながら、筋子アレルギーの後藤田への恨みを募らせていた。そして、恨みを晴らそうと脱獄したよう子は筋子肌女となり、復讐を開始する。
- 橘よう子 - 真木よう子
- 後藤田 - 阿藤快
- 由起夫 - 阿部サダヲ
- マンガさん - 板尾創路
- アケミ - 町田マリー
- マスター - 廣川三憲
- 大迫茂生、上条公太郎、デモ田中

### 第4話「中野の友人」
2度目の公務員試験に落ち、再びバイト生活に戻った岡田。バイト先ではつり銭泥棒に決め付けられ、役立たず扱いされる日々。そんな岡田は毎日バイト後に中野にあるゲームセンターのピンボールゲームでハイスコアを出すことに熱中していた。人気のないこのゲームだが、ある日一人の女がハイスコアを更新する。一方的にライバル心を燃やす岡田は、この女の忘れ物を拾い、親近感を覚えていく。
- 女 - 真木よう子
- 岡田 - 井口昇
- 店長 - 佐伯新
- 倉橋 - 小林きな子
- ナレーション - 河内孝博

### 第5話「トラ トラ トラ」
今日もまた、仕事帰りにスポーツジムで汗を流した後、ビールを飲みながらくだらない話で盛り上がる4人のOL。仲間の一人・ミーナのある事情を聞き憤ったナナたちはある場所へ殴り込みをかける。4人の名前及びタイトルなどは元メンバー・AKIが加入する前のMAXに由来すると思われる。
- ナナ - 真木よう子
- レイナ - 大久保佳代子
- リナ - 江口のりこ
- ミーナ - 篠原友希子

### 第6話「景色のキレイなトコに行こう」
奇妙な占い師に「世の中のためになることをしろ」と言われた陽子。そんな時、目の前で男が女を刺した。咄嗟に犯人を追う陽子、逃げる犯人。やがて犯人は力尽きる。妻に不倫された男、彼氏に振られた陽子、そんな共通点から2人は打ち解けていく……。
- 陽子 - 真木よう子
- 万城目（犯人） - 温水洋一
- 占い師 - 辻修
- 警官 - 寺十吾、松嶋亮太

### 第7話「立川ドライブ」
交番巡査の松田はキャバクラ嬢のさやかに入れ込んでいた。一方的に思いを寄せる松田の行動は次第にエスカレートしていき、ストーカーへと成り下がっていく。
- 洋子（さやか） - 真木よう子
- 松田 - 正名僕蔵
- 片岡 - 米村亮太朗
- ホステス - 玄覺悠子
- 柳田 - 黒田大輔

### 第8話「恋泥棒ヨーコ」
時給500円の喫茶店で働くウェイトレスのヨーコ。しかしそれは世を忍ぶ仮の姿。本当のヨーコは恋泥棒。店を訪れる男性客のハートを次々と射止める、それが仕事。今日もまた、ヨーコの手練手管で男が落ちていく。
- ヨーコ - 真木よう子
- 客A - 森下能幸
- 客B - 掟ポルシェ
- 客C - 宮崎吐夢
- 客D - 浜野謙太（SAKEROCK）
- 憲兵 - 遠藤憲一

### 第9話「蝶々のままで♥」
真面目に地味に生きてきたよう子は、人生で初めて男性から告白され舞い上がる。彼、慎一に捨てられたくないがために、言われるままに会社の金を横領してしまったよう子。遂に別れる決心をしたよう子は、残った金で整形手術を受け美人で巨乳に生まれ変わる。整形したらしたで煩わしいことが増え、キャベツ農家でアルバイトをすることにしたよう子は、そこの一人息子・ヒロシと恋仲になるが……。
- よう子（整形後） - 真木よう子
- よう子（整形前）・沙織 - 野嵜好美（一人二役）
- 井上ヒロシ - 星野源
- 里田慎一 - 伊達暁
- 健太 - 齋藤隆成
- 外科医 - 野間口徹

### 第10話「ひなかの金魚」
同棲していた健二に突如別れを切り出されたよう子。フリーターを辞めて東京で建築士を目指したいから、という理由だった。自分の荷物を運び出し、部屋には健二がよう子が日中一人で寂しくないように、と買ってくれた金魚だけが残っていた。
- 前田よう子 - 真木よう子
- 小林健二 - 池田鉄洋
- 隣人 - 市川しんぺー
- ヨネスケ（本人役）

### 第11話「魔女がアタシを」
ある朝、車で人をはねてしまい事故を起こしてしまった真澄と渉。被害者は渉の祖母・タエだった。後日、真澄は突然訪ねてきた渉に車椅子姿のタエの世話を強引に押し付けられてしまい、タエとの気まずい生活が始まってしまう。
- 加藤真澄 - 真木よう子
- 大山タエ - 緑魔子
- 大山渉 - 和田聰宏
- 須賀一郎 - 渋川清彦
- 加藤礼子 - 千葉雅子
- マネージャー - 長塚圭史
- リンゴちゃん - 吉本菜穂子

### 第12話「チー子とカモメ」
スーパーで万引きをするチー子。が、あっさり見つかってしまい、逮捕された。が、間一髪のところを昔働いていたキャバレーの先輩・カモメに助けられ逮捕を免れる。2人は同時期に愛人を解雇されていた。だが、チー子はどうしても納得できず、クワタに会いに行きたいと言い、カモメと共に奇妙な旅をする。
- チー子 - 真木よう子
- カモメ - 永作博美
- クワタ - 山崎一
- 三木聡

### 第13話「特別編」
第12話までの各話のダイジェスト映像及びメイキング映像、共演者のインタビューと主演の真木よう子のインタビュー映像を中心として放送された。

## スタッフ
- 企画 - 大根仁
- エグゼクティブプロデューサー - 大月俊倫
- 原作 - リリーフランキー、いましろたかし、すぎむらしんいち
- 脚本 - 三浦大輔、大根仁、宮崎吐夢（大人計画）、長塚圭史（阿佐ヶ谷スパイダース）、赤堀雅秋（劇団SHAMPOO HAT）、せきしろ×からしま、井口昇、及川章太郎、黒木久勝、タナダユキ、三木聡
- 音楽 - メロディフェア、スチャダラパー、SLY MONGOOSE、TOKYO No.1 SOUL SET
- 監督 - 大根仁、山下敦弘、山口雄大、豊島圭介、神徳幸治、タナダユキ、三木聡
- 制作協力 - オフィスクレッシェンド
- 製作 - 週刊真木よう子製作委員会

## 主題歌
- オープニングテーマ - 真木よう子「GEE BABY AIN'T I GOOD TO YOU」
- エンディングテーマ - スチャダラパー「ライツカメラアクション」
- 挿入歌・他使用曲 - 「筋子ブルース」（第3話）、MAX「Give me a Shake」（第5話）

## 放映リスト
| 各話              | 放送日        | サブタイトル               | 脚本              | 演出・監督 | 原作                           | 作者                 |
| ----------------- | ------------- | -------------------------- | ----------------- | ---------- | ------------------------------ | -------------------- |
| 第1話             | 2008年4月2日  | ねぎぼうず                 | 三浦大輔 大根仁   | 大根仁     | 『ねぎぼうず』                 | リリー・フランキー   |
| 第2話             | 2008年4月9日  | スノウブラインド           | 大根仁            | 大根仁     | 『スノウブラインド』           | すぎむらしんいち     |
| 第3話             | 2008年4月16日 | おんな任侠筋子肌           | 井口昇            | 山口雄大   | オリジナルストーリー           | オリジナルストーリー |
| 第4話             | 2008年4月23日 | 中野の友人                 | 赤堀雅秋          | 山下敦弘   | 『中野の友人』                 | いましろたかし       |
| 第5話             | 2008年4月30日 | トラ トラ トラ             | 宮崎吐夢          | 大根仁     | オリジナルストーリー           | オリジナルストーリー |
| 第6話             | 2008年5月7日  | 景色のキレイなトコに行こう | 及川章太郎        | 豊島圭介   | 『景色のキレイなトコに行こう』 | 福満しげゆき         |
| 第7話             | 2008年5月14日 | 立川ドライブ               | 赤堀雅秋          | 大根仁     | オリジナルストーリー           | オリジナルストーリー |
| 第8話             | 2008年5月21日 | 恋泥棒ヨーコ               | せきしろ×からしま | 大根仁     | オリジナルストーリー           | オリジナルストーリー |
| 第9話             | 2008年5月28日 | 蝶々のままで♥              | タナダユキ        | タナダユキ | オリジナルストーリー           | オリジナルストーリー |
| 第10話            | 2008年6月4日  | ひなかの金魚               | 黒木久勝          | 神徳幸治   | オリジナルストーリー           | オリジナルストーリー |
| 第11話            | 2008年6月11日 | 魔女がアタシを             | 長塚圭史          | 大根仁     | オリジナルストーリー           | オリジナルストーリー |
| 第12話            | 2008年6月18日 | チー子とカモメ             | 三木聡            | 三木聡     | オリジナルストーリー           | オリジナルストーリー |
| 第13話 （最終回） | 2008年6月25日 | 特別編                     |                   |            |                                |                      |

## 放送局
| 放送地域       | 放送局         | 放送期間                  | 放送日時                 | 系列           |
| -------------- | -------------- | ------------------------- | ------------------------ | -------------- |
| 関東広域圏     | テレビ東京     | 2008年4月2日 - 6月25日    | 水曜 25時20分 - 25時50分 | テレビ東京系列 |
| 大阪府         | テレビ大阪     | 2008年4月2日 - 6月25日    | 水曜 25時20分 - 25時50分 | テレビ東京系列 |
| 愛知県         | テレビ愛知     | 2008年4月2日 - 6月25日    | 水曜 25時28分 - 25時58分 | テレビ東京系列 |
| 福岡県         | TVQ九州放送    | 2008年4月6日 - 6月29日    | 日曜 26時45分 - 27時15分 | テレビ東京系列 |
| 北海道         | テレビ北海道   | 2008年4月7日 - 6月30日    | 月曜 25時30分 - 26時00分 | テレビ東京系列 |
| 岡山県・香川県 | テレビせとうち | 2008年4月9日 - 7月2日     | 水曜 25時48分 - 26時18分 | テレビ東京系列 |
| 長崎県         | 長崎放送       | 2008年4月17日 - 7月10日   | 木曜 23時55分 - 24時25分 | TBS系列        |
| 新潟県         | テレビ新潟     | 2008年4月17日 - 7月10日   | 木曜 25時29分 - 25時59分 | 日本テレビ系列 |
| 石川県         | 北陸放送       | 2008年4月21日 - 7月14日   | 月曜 25時30分 - 26時00分 | TBS系列        |
| 岩手県         | IBC岩手放送    | 2008年4月21日 - 7月21日   | 月曜 24時25分 - 24時55分 | TBS系列        |
| 熊本県         | 熊本放送       | 2008年4月29日 - 7月22日   | 火曜 25時00分 - 25時30分 | TBS系列        |
| 奈良県         | 奈良テレビ     | 2008年10月13日 - 12月29日 | 月曜 25時00分 - 25時30分 | 独立UHF局      |
| 福島県         | テレビユー福島 | 2009年1月6日 - 3月31日    | 火曜 25時29分 - 25時59分 | TBS系列        |

備考
テレビ東京系列のBSデジタル放送局BSジャパンでは当時、音楽制作者連盟と著作権・肖像権の問題で折り合いが付かず、放送されていない。